# Hornsby e Rodriguez - Sfida criminale
Hornsby e Rodriguez - Sfida criminale è un film del 1992 diretto da Umberto Lenzi, alla sua ultima pellicola.

## Trama
Hornsby, un agente dell'FBI recentemente in pensione va in Sud America per trovare il suo vecchio partner perché si dice che il suo vecchio partner sia diventato un criminale. Quando l'ex partner viene ucciso, Hornsby altera la scena del crimine per far sembrare che il suo ex partner abbia ucciso lui stesso l'uomo armato. Nonostante tutto Hornsby cercherà di scoprire chi ha ucciso il suo partner e perché, con l'aiuto di un poliziotto del luogo, Rodriguez.